# 駐日ニカラグア大使館

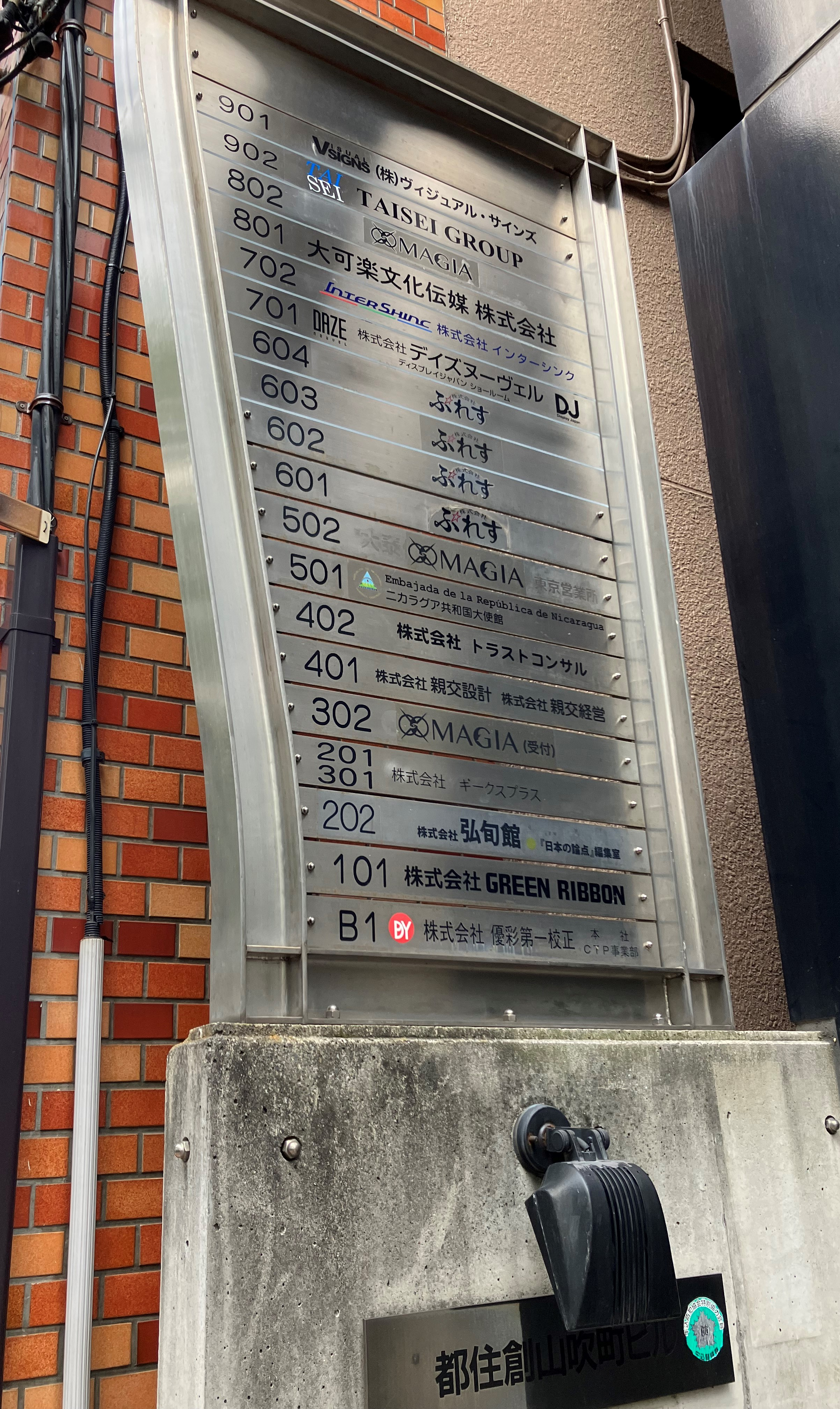
都住創山吹町ビルのプレート。501号室にニカラグア大使館が入る。

駐日ニカラグア大使館（ちゅうにちニカラグアたいしかん、スペイン語: Embajada de Nicaragua en Japón、英語: Embassy of Nicaragua in Japan）は、ニカラグアが日本の首都東京に設置している大使館である。
2023年8月3日より、同じ建物の同じ部屋に在東京ニカラグア総領事館（スペイン語: Consulado General de Nicaragua en Tokio、英語: Consulate-General of Haiti in Tokyo）が入居している。

## 所在地
2023年4月20日より、下記の住所で運営されている。旧住所は「東京都港区西麻布4-12-24 興和西麻布ビル9階903号」であった。
| 日本語     | 〒162-0801 東京都新宿区山吹町337 都住創山吹町ビル5階501号室                                 |
| スペイン語 | Edificio Tojuso-Yamabukicho, Habitación 501, 337, Yamabuki-cho, Shinjuku-ku, Tokio 162-0801 |
| 英語       | Tojuso-Yamabukicho Bldg. #501, 337, Yamabuki-cho, Shinjuku-ku, Tokyo 162-0801               |

## 大使
2022年11月17日より、サンディ・アナベル・ダビラ・サンドバルが特命全権大使を務めている。